# Głogów (stad)
Głogów ([ˈgwɔguf]ⓘ; Duits: Glogau, ter onderscheiding van Oberglogau (Głogówek) ook Groß-Glogau), is een stad in het Poolse woiwodschap Neder-Silezië, gelegen aan de rivier de Oder. De stad telde volgens GUS (Główny Urząd Statystyczny, "Centraal Bureau voor Statistiek") op 1 januari 2008 69.978 inwoners, op 31 december van hetzelfde jaar was dit nog maar 68.016.

## Geschiedenis
In 1010 werd de stad voor het eerst genoemd onder de naam ‘urbs Glogua’. De hertog van Glogau zette de stad in 1157 in brand om bezetting door de Duitse keizer Barbarossa te voorkomen. In 1252 werd Glogau de residentie van de hertogen van Glogós en even later ingericht als een stad volgens Duits recht. In 1331 kwamen hertogdom en stad onder de kroon van Bohemen en daarmee werden ze deel van het Duitse Rijk.
In 1522 werd de burgerij van Glogau luthers, maar de katholieke geloofsuitoefening werd niet verboden. 
In 1526 ging de kroon van Bohemen over in handen van het huis Habsburg. In 1628 voerden de Habsburgers de Contrareformatie door en werden alle kerken aan de katholieke minderheid toegewezen. Spanningen tussen de godsdienstgemeenschappen en stadsbranden brachten de ontwikkeling van Glogau tot stilstand.
Aan het begin van de Dertigjarige Oorlog werd de stad in 1630 door vestingen versterkt. De stad werd herhaaldelijk belegerd en in 1642 door Zweedse troepen veroverd. Door de oorlog nam het aantal inwoners van 13.000 tot 2.000 af. Een groot deel van deze overgeblevenen bestond uit Joden die zich in 1598 weer in de stad hadden mogen vestigen. Ondanks de opgelegde Contrareformatie bleef de stadsbevolking grotendeels Luthers. Bij de Vrede van Westfalen mochten zij in 1648 wel een zogenaamde ‘Friedenskirche’ bouwen, van hout en buiten de stadsmuren, dit met het oog op de voorwaarde dat het gebouw zo nodig in een dag weer afgebroken zou kunnen worden. De katholieke gemeente bleef getalsmatig in de minderheid maar kreeg door de jezuïetenmissie wel enkele nieuwe barokkerken en een gymnasium, terwijl de burcht voor de Habsburgse stadhouder werd vergroot en vernieuwd. Ondanks de lutherse meerderheid bleef Glogau een belangrijk katholiek centrum. In Glogau bestond ook een van de grootste Joodse gemeenten van Silezië. Velen vertrokken in de loop van de 19de eeuw, vooral naar Berlijn, maar in de jaren twintig van de 20ste eeuw waren er nog meer dan 500 van hen aanwezig. 
In 1741 kwam de stad en, even later, geheel Silezië onder de kroon van Pruisen en vervolgens werd ze een bestuurscentrum voor een aantal provinciale overheidsdiensten, waarvan er overigens later weer werden verplaatst naar het naburige Liegnitz. De inmiddels door Pruisen aangelegde vestingwerken brachten garnizoenen naar Glogau, in 1806 een Napoleontisch garnizoen dat pas in 1814 capituleerde na gedecimeerd te zijn door honger en ziekte. Aan het begin van de 19de eeuw telde de stad 9.000 inwoners waarvan een vijfde deel Joods was en een derde deel katholiek. Zij breidde zich pas uit toen de stad aan moderne verkeerswegen kwam te liggen: in 1844 en 1857 nog lokale lijnen, maar in 1877 de verbinding tussen Breslau en Stettin. De vestingen werden gesloopt en beplant tot wandelpromenades.
Begin 20ste eeuw woonden er ruim 23.000 inwoners. In 1939 waren het er ruim 33.000. Joden waren toen zo goed als verdwenen, gevlucht of gedeporteerd.
De stad werd door de Sovjet-legers zo goed als geheel verwoest in februari 1945. De Duitse bevolking werd uitgezet en Polen namen hun plaats in. In de binnenstad bevonden nog lang ruïnes van twee kerken, de evangelische "Schifflein Christi", die in 1962 is gesloopt en die van de Sint Nicolaaskerk die als gedenkteken behouden is. Bij het herstelde raadhuis is een straat met historische gevels nagebouwd.

## Geboren in Glogau-Głogów
- Hieronymus Schulz (ca. 1460 – 1522), bisschop van Brandenburg en Havelberg, bestrijder van de thesen van Maarten Luther
- Johannes Neldel (1554–1612), jurist en filosoof, rector van de universiteit van Leipzig
- Andreas Gryphius (Greif) (1616–1664), Duitstalig barokdichter en filosoof
- Joannes Henricus van Frankenberg (1726-1804), aartsbisschop van Mechelen en kardinaal
- Levie Hartog Geloga (onbekend-1798), opperrabbijn van Groningen
- Carl Leopold Gottfried Sattig (1774–1844), verlichtings-jurist en vrijmetselaar, ereburger
- August Knappe von Knappstädt (1775–1852), generaal in het Pruisische leger
- Salomon Munk (1805–1867), ging in 1831 naar de Sorbonne en werd hoogleraar in de Hebreeuwse, Chaldeeuwse en Aramese talen aan het ‘Collège de France'
- Ernst Ewald Albert Hofferichter (1809–1872), afgevaardigde in het Pruisisch parlement
- Benno Regely (1825−1888), generaal in het Pruisische en keizerlijke leger
- Sigismund Ludwig Borkheim (1826–1885), afgevaardigde in het eerste Duitse parlement, en links-revolutionair publicist
- Arthur von Posadowsky-Wehner (1845–1932), nationaal liberaal en Duits vicekanselier
- Joachim von Stülpnagel (1880–1968), generaal in het keizerlijke leger en de Wehrmacht
- Carl-Hans von Hardenberg (1891–1958), lid van het verzet tegen het nationaalsocialisme (Kreisauer Kreis)
- Felix Stern (1884–1941), hoogleraar neurologe en psychiatrie in Berlijn, pleegde zelfmoord om deportatie te ontgaan
- Arnold Zweig (1887–1968), zionistisch schrijver
- Arnold Hitzer (1902–1977), theoloog in de ‘Bekennende Kirche’
- Helmut Bischoff (1908–1993), SS'er en oorlogsmisdadiger in vernietigingskampen
- Sylwester Chruszcz (1972), lid van Europese Parlement voor de ’Liga van de Poolse gezinnen’
- Marta Michna (1978), schaakmeester (‘Frauen-Großmeisterin’) in Duitsland
- Radosław Kawęcki (1991), zwemmer

## Partnersteden
- Amber Valley (Verenigd Koninkrijk)
- Eisenhüttenstadt (Duitsland)

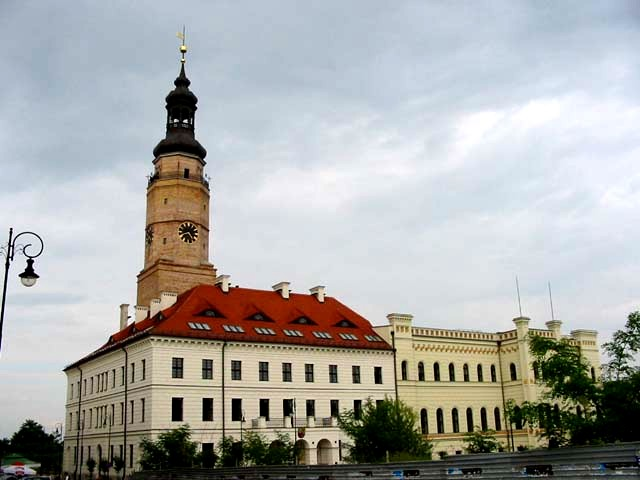
Stadhuis van Głogów

- Laholm (Zweden)
- Langenhagen (Duitsland)
- Middelburg (Nederland)
- Riesa (Duitsland)